# Cowboy pool
Cowboy pool, czasami nazywana cowboy, to gra bilardowa będąca przeniesieniem znanych gier ze stołu francuskiego na amerykański.

## Używane bile
W grze występują tylko 4 bile: bila rozgrywana i bile nr 1, 3 i 5.

## Ustawienie początkowe
Bile nr 1, 3 i 5, które mają swoje określone miejsce na stole:
Bila nr 1 jest umiejscowiona w the "head spot" – na środku linii bazy; bila nr 3 jest umiejscowiona w  "foot spot" – punkcie głównym stołu (góra trójkąta); bila nr 5 jest umiejscowiona w  "center spot" – środku stołu.

## Cel gry
Być pierwszym zawodnikiem, który uzyska 90 punktów, a następnie 11 w jednym uderzeniu.

## Zasady
Grę rozpoczyna zawodnik wyznaczony przez losowanie z bilą białą do umiejscowienia w polu bazy. Przy rozpoczynaniu zawodnik musi uderzyć białą bilą rozgrywaną wszystkie trzy bile: jeśli mu się to nie uda, przeciwnik może poprosić go o powtórzenie ruchu lub spróbować samodzielnie rozpocząć grę. W każdym ruchu gracz otrzymuje punkt, gdy biała bila dotknie dwóch bil kolorowych, dwa jeśli wszystkich trzech. Dodatkowo otrzymuje punkty za wbicie bil adekwatnie do numerów bil (maksymalnie w jednym ruchu można zdobyć 11 pkt: 9 za wbicie bil + 2 za dotknięcie białą pozostałych). Podobnie jak w snookerze, po wbiciu są na nich z powrotem umieszczane. Po faulu zawodnikowi anuluje się wszystkie punkty w turze.